# Andreas Klotsch
Andreas Klotsch (* 21. Februar 1937 in Ghimbav, Siebenbürgen) ist ein deutscher Schriftsteller und literarischer Übersetzer.

## Leben
Andreas Klotsch kam 1951 nach Deutschland und absolvierte ab 1957 an Universitäten in Jena, Saarbrücken, Bordeaux, Sevilla und Leipzig ein Studium der Romanistik. Ab 1964 war er als Lektor im Verlag Volk und Welt tätig. Seit 1980 lebt er als freiberuflicher Schriftsteller und Übersetzer in Leipzig.
Nachdem er in den 1960er- und 1970er Jahren eine Reihe von Anthologien der Reihe „Erkundungen“ herausgegeben hatte, veröffentlichte Andreas Klotsch in den 1980er-Jahren einige eigene erzählende Werke; der Schwerpunkt seiner Arbeit lag jedoch auf dem Übersetzen aus dem Portugiesischen, Spanischen und Französischen ins Deutsche.
Von 1991 bis 1993 war Klotsch Träger des vom Verband deutschsprachiger Übersetzer literarischer und wissenschaftlicher Werke, VdÜ, gestifteten Hieronymusrings, einem Wanderpreis, den er an Ruth Achlama weitergab.

## Werke
- Betriebsausflug, Berlin [u. a.] 1981
- Der wilde Hannipampel aus der Rosenhecke, Berlin 1984
- Für einen Blick von dir, Berlin 1989

## Herausgeberschaft
- 21 spanische Erzähler, Berlin 1969
- Brasilianische Dramen, Berlin 1971
- Moderne lateinamerikanische Prosa, Berlin 1971 (herausgegeben zusammen mit Gisela Leber)
- 30 portugiesische Erzähler, Berlin 1973 (herausgegeben zusammen mit Ilse Losa und Egito Gonçalves)
- 24 chilenische Erzähler, Berlin 1974
- 20 argentinische Erzähler, Berlin 1975
- Mexikanische Erzähler, Berlin 1978

## Übersetzungen
- Jorge Amado: Die Auswanderer vom São Francisco, Berlin 1984
- Jorge Amado: Jubiabá, Berlin 1983
- Jorge Amado: Das Nachthemd und die Akademie, Berlin 1982
- Jorge Amado: Tocaia Grande, Berlin 1986
- Patrick Carré: Palast der Wolken, Berlin 1993
- Paulo de Carvalho Neto: Mein Onkel Atahualpa, Berlin 1977
- Gabriel Celaya: Ahnungen, Berlin 1983
- Daniel Chavarría: Die sechste Insel, Berlin 1989
- Armando Cristóbal Pérez: Die Rubinkette, Berlin 1977
- José Riço Direitinho: Brevier der schlechten Gewohnheiten, München [u. a.] 1997
- Gustavo Eguren: Abenteuer des Gaspar Pérez aus Mahlzahns Ruh, Berlin [u. a.] 1987
- Norberto Fuentes: Hemingway in Kuba, Berlin [u. a.] 1988
- Robert Merle: In unseren grünen Jahren, Berlin 1996
- Lisandro Otero: Bolero, Berlin 1988
- Portugiesische Schiffbrüchigen-Berichte, Leipzig [u. a.] 1985
- Eça de Queirós: Die Reliquie, Berlin [u. a.] 1984
- Antonio Alves Redol: Der Mann mit den sieben Namen, Berlin 1968
- Augusto Roa Bastos: Der Donner zwischen den Blättern, Berlin 1976 (übersetzt zusammen mit Ulla de Herrera)
- José Saramago: Das Evangelium nach Jesus Christus, Reinbek bei Hamburg 1993
- José Saramago: Geschichte der Belagerung von Lissabon, Reinbek bei Hamburg 1992
- José Saramago: Das Memorial, Reinbek bei Hamburg 1986
- José Saramago: Das steinerne Floß, Reinbek bei Hamburg 1990
- José Saramago: Der Stuhl und andere Dinge, Reinbek bei Hamburg 1995 (übersetzt zusammen mit Sarita Brandt)
- Francisco Pereira da Silva: Speckhut (Chaupéu-de-Sebo), in: Brasilianische Dramen, hrsg. von Andreas Klotsch, Berlin: Volk und Welt 1971, S. 245–298
- Osvaldo Soriano: Winterquartiere, Berlin 1984

| Personendaten    | Personendaten                                         |
| ---------------- | ----------------------------------------------------- |
| NAME             | Klotsch, Andreas                                      |
| KURZBESCHREIBUNG | deutscher Schriftsteller und literarischer Übersetzer |
| GEBURTSDATUM     | 21. Februar 1937                                      |
| GEBURTSORT       | Ghimbav, Siebenbürgen                                 |